# Piazza telematica
Una piazza telematica è uno spazio pubblico contemporaneo che, ubicato nel cuore di un quartiere della città o di un paese, accoglie al suo interno sia le antiche funzioni di socializzazione e di condivisione delle risorse a livello locale, sia le nuove forme di interattività a distanza quali telelavoro, telemedicina, commercio elettronico, educazione permanente tramite multi-monitor e i nuovi servizi di mobilità sostenibile quali il bike sharing, il car sharing, il coworking.

## Storia

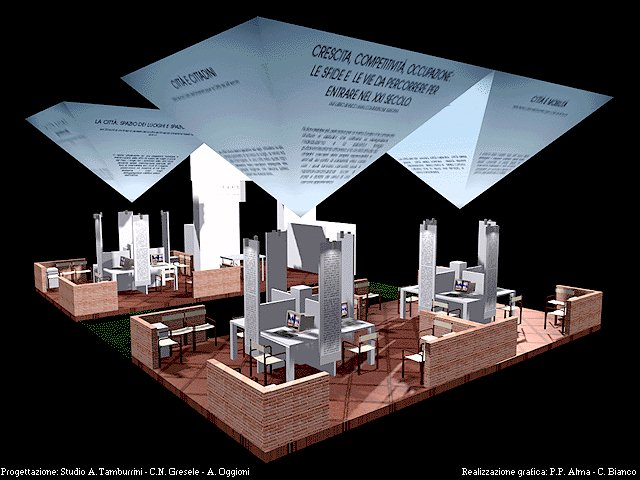
Rappresentazione metafora di Piazze Telematiche - PubbliSmau, ottobre 1995

L'espressione piazza telematica è stata utilizzata in Italia per la prima volta su Il Mondiale della Tecnologia, Italia '90 e su giornali e riviste per descrivere i sistemi e i servizi telematici messi a disposizione dei giornalisti in ognuna delle dodici città italiane ospitanti il Campionato mondiale di calcio 1990.

Nel 1993 tre ingegneri, tre architetti, un giornalista e uno studente universitario fondano l'Associazione Piazze Telematiche che sin dalla sua fondazione ha promosso studi, ricerche e convegni e contribuito a progetti pilota con l'obiettivo di realizzare una rete di Piazze telematiche, almeno una in ognuno degli 8.100 Comuni italiani.

### Convegni e progetti significativi
- Partecipazione nel 1994 al progetto ACT-VILL della Direzione XII Scienza e Tecnologia dell'Unione europea per la città del XXI secolo per il perseguimento degli obiettivi indicati in tre scenari urbani:[7]
  - la città agorà, una città incentrata sull'uomo con una totale armonia tra gli insediamenti e lo spazio urbano, tra la coesione sociale e lo sviluppo economico;
  - la città glocale (glocalizzazione), una città con un maggiore equilibrio tra i processi di globalizzazione e la capacità di valorizzare le risorse locali e le diverse specificità ed attitudini;
  - la città a sviluppo sostenibile, una città in grado di risolvere al proprio interno i problemi che genera, senza trasferirli ad altri o alle future generazioni.
- Partecipazione nel 1995 alla conferenza europea Utopie urbane: nuovi strumenti per il Rinascimento Urbano delle città europee, promossa dalla Direzione XII Scienza e Tecnologia dell'Unione Europea e ospitata dal Comune di Berlino.[8]
- Convegno e spazio espositivo Comuni e reti informatiche: piazze telematiche in occasione di PubbliSmau 1995.

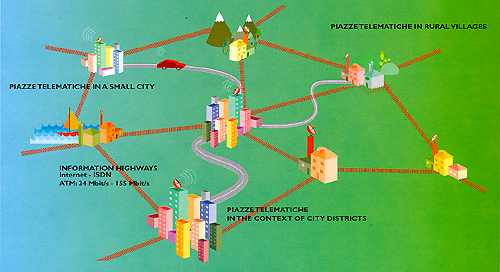
Habitat II: City summit – Istanbul, giugno 1996

- Habitat II: City summit – Istanbul, giugno 1996Presentazione nel 1996 del manifesto PIAZZE TELEMATICHE[9] a livello internazionale alla conferenza mondiale delle Nazioni Unite sugli insediamenti umani, Habitat II: City summit – Istanbul, nella sessione riservata alle ONG e alle organizzazioni non profit.
- L'Unione europea nel 1997 considera ammissibile al finanziamento un Progetto Pilota Urbano per la realizzazione nella città di Napoli di una rete di Piazze Telematiche con lo scopo di sperimentare nuove forme di sostegno alla coesione sociale, promuovere lo sviluppo sostenibile, governare lo sviluppo urbanistico, migliorare l'ambiente cittadino e realizzare un'infrastruttura civica in grado di garantire a tutti l'accesso alla Società dell'informazione.[10]
- Partecipazione al Forum per la Società dell'Informazione della Presidenza del Consiglio dei ministri, Dipartimento per gli Affari Economici, Roma, 30 giugno-1º luglio 1999[11]
- La Piazza Telematica di Scampia, come primo progetto pilota urbano europeo, viene aperta al pubblico nel 2004 a Napoli nel quartiere di Scampia.[12]

Tra il 2005 e il 2006, nascono altre Piazze Telematiche tra cui la Piazza Telematica dell'Università Roma 3 e del Comune di Schio.
In alcuni casi, come ad esempio per il Comune di Provaglio d'Iseo, il termine Piazza Telematica viene utilizzato per evocare uno spazio pubblico su internet aperto a tutti i cittadini per lo scambio di idee, di proposte e di partecipazione alla vita socio-culturale ed economica di una comunità tramite forum e altri strumenti web.